# Cycloalcane
En chimie organique, les cycloalcanes (ou cyclanes) sont une série de molécules contenant deux atomes d'hydrogène par carbone et arrangées en forme d'anneau. Ils font partie des composés alicycliques.
La formule générale de ce type de composé est : CnH2n.
Les trois principaux éléments de la série :
Pour une série homologue de cycloalcanes monocycliques (non ramifiés), la topologie et/ou la connectivité des atomes de carbone dans les molécules (en considérant implicitement les atomes d'hydrogène) peuvent être décrites par une matrice d'adjacence. Les énumérations des atomes de carbone sont équivalentes par symétrie et donc la matrice d'adjacence pour les cycloalcanes peut s'écrire comme suit :
{\displaystyle A_{i,j}={\begin{cases}0,&\ i=j\\1,&\ |i-j|=1{\text{ ou }}(i,j)=(1,n){\text{ ou }}(i,j)=(n,1)\\0,&\ |i-j|>1{\text{ et }}(i,j)\neq (1,n){\text{ et }}(i,j)\neq (n,1)\end{cases}}}
où {\displaystyle n} est le nombre d'atomes de carbone (ordre de la matrice). Le déterminant de cette matrice alterne ses valeurs entre 2, 0, 2 et -4 pour les membres successifs de la série.

## Nomenclature

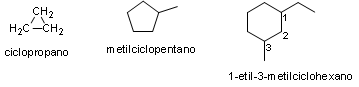
Nomenclature des cycloalcanes.

La méthode de nommage de l'UICPA pour ce type de composé est très simple. 
Lorsque l'alcane cyclique constitue la chaîne principale, il suffit de prendre le nom de l'alcane correspondant et de le faire précéder de cyclo . Les ramifications seront ensuite ajoutées devant comme pour les alcanes non cycliques. Exemple : 1-éthylcyclopentane
Quand l'alcane cyclique ne constitue pas la chaîne principale, il faudra le traiter de ramification. Il devra ainsi figurer devant la chaîne principale avec le préfixe cyclo- et le suffixe -yl lors de la nomenclature de la molécule. Exemple : 2-cyclopentylheptane

## Propriétés physiques et structurelles
Les cycloalcanes (ou cyclanes) sont des hydrocarbures comportant un ou plusieurs cycles d'atomes de carbone unis par des liaisons simples. Les cycloalcanes simples, non substitués, de formule générale (CH2)n constituent une série homologue particulièrement intéressante, car leurs synthèses et leurs propriétés chimiques varient directement avec la taille du cycle, différant nettement en cela des alcanes correspondants CH3 - (CH2)n-2 - CH3. La tension de cycle due à l'angle entre liaisons entre atomes de carbone et l'encombrement stérique expliquent en grande partie les différences de comportement entre cyclanes et alcanes.
Quel est l'angle formé entre les liaisons entre atomes de carbone constituant un cycle à n atomes ? L'angle formé doit être au moins égal à l'angle au sommet du polygone régulier de n côtés.
- Pour n = 3, cet angle est de 60°, soit très inférieur à l'angle normal (109°28´) de deux liaisons du carbone ; il en résulte une tension du cycle qui explique sa grande instabilité.
- Pour n = 4, si les atomes de carbone sont coplanaires, cet angle est de 90° ; la tension est encore notable ; elle peut même augmenter très légèrement si le cycle subit un gauchissement.
- Pour n = 5, l'angle est de 108° ce qui entraîne, dans le cycle plan, une tension négligeable.
- Pour n > 5, si le cycle était plan et convexe, on serait tenté d'envisager une tension de sens inverse de celle constatée pour les petits cycles (pour n = 6, 120° au lieu de 109° 28´, et pour n très grand, 180° au lieu de 109° 28´).

Or, on constate que pour n > 5 tous les cycles présentent une grande stabilité ; on en conclut que pour n > 5 les cycles ne sont plus plans.
- En effet, pour n = 6, comme dans le cyclohexane, on peut prévoir deux conformations sans tension. La première, la plus stable, est généralement désignée sous l'expression de 'forme chaise'; elle n'est pas déformable sans augmentation transitoire des tensions. La seconde, en général moins stable, est appelée 'forme bateau', peut subir des déformations limitées.

## Réactions
La cyclisation est une réaction chimique permettant d'obtenir un cycloalcane à partir d'un alcane.
Mêmes types de réactions que les alcanes.
Notons cependant que l'existence de tensions de cycle (cycle à 3 ou 4 carbones) dans les réactifs ou symétriquement des cycles non tendus dans les produits (cycles à 5 ou mieux à 6 carbones) peut accélérer une réaction.